# 片田・野田のため池群
片田・野田のため池群（かただのだのためいけぐん）は、三重県津市片田地区にあるため池である。2010年（平成22年）3月25日に農林水産省のため池百選に選定された。

## 概要
二級水系岩田川周辺の丘陵に点在する大小30余りのため池であり、江戸時代に造成され、150haの灌漑を行っている

## 自然・保全運動
周辺はトンボ等の水辺の多様な昆虫の他、カイツブリやオオタカも稀に見られる。近年ブラックバス・ブルーギル・アカミミガメ等の外来種が繁殖し、近年池の管理は高齢化を迎えた地区民だけでは困難であり、官民一体となりため池の保存活動を行っている。

## アクセス

### 道路
- 国道163号

### 公共交通機関
- 津新町駅下車